# Gryzonia

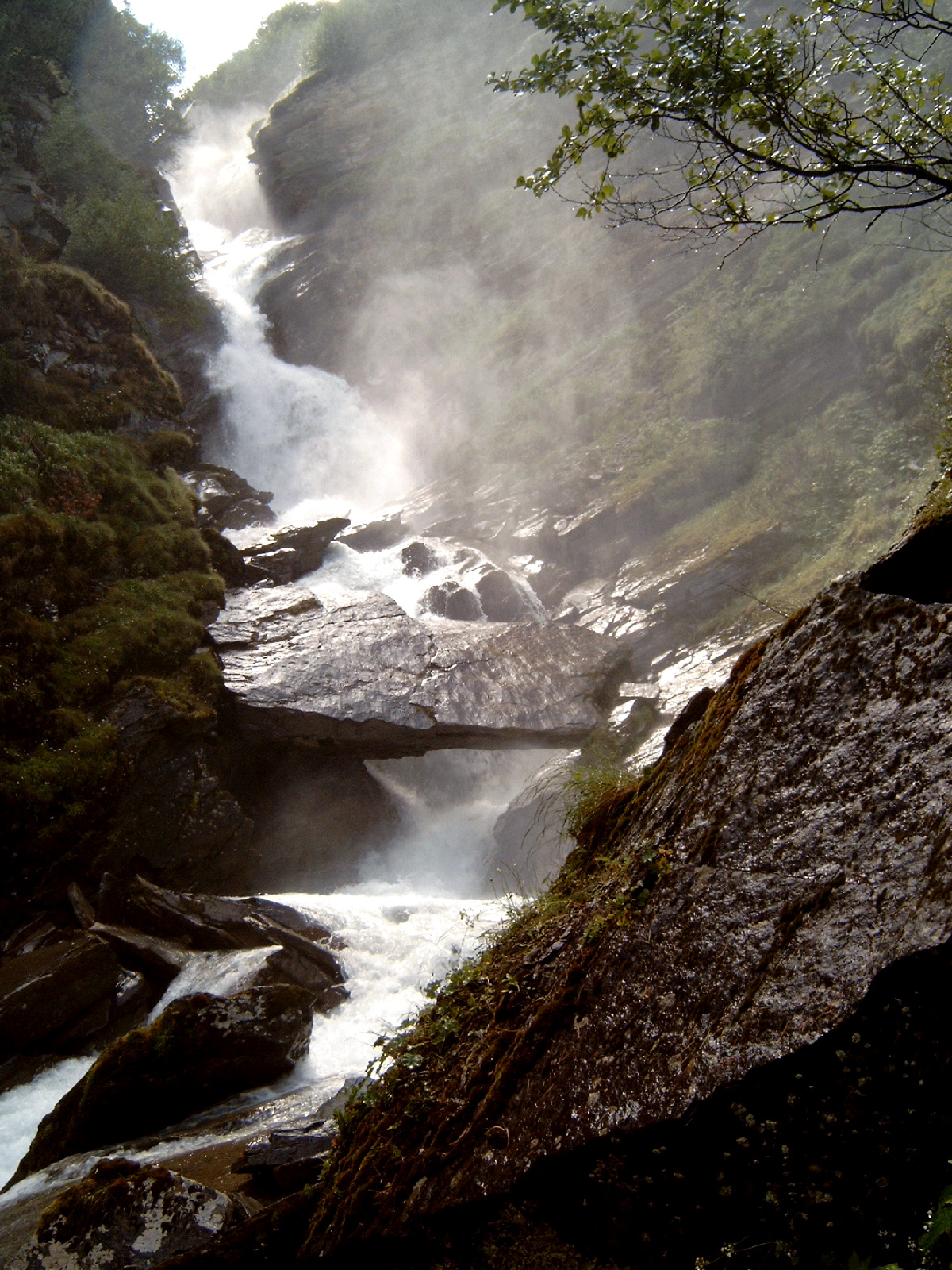
Wodospad Ova Fedoz

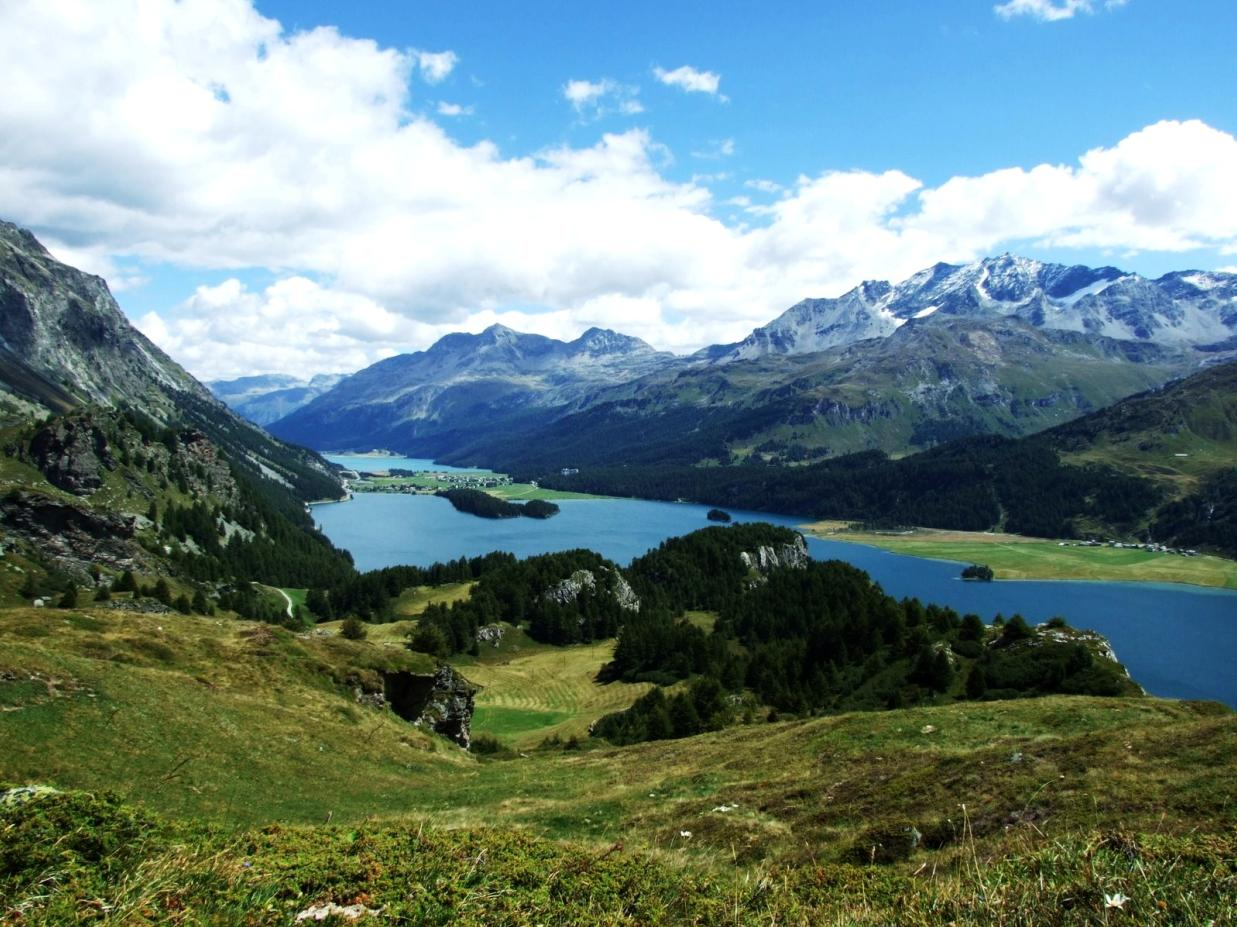
Dolina Engadyny w pobliżu Sankt Moritz

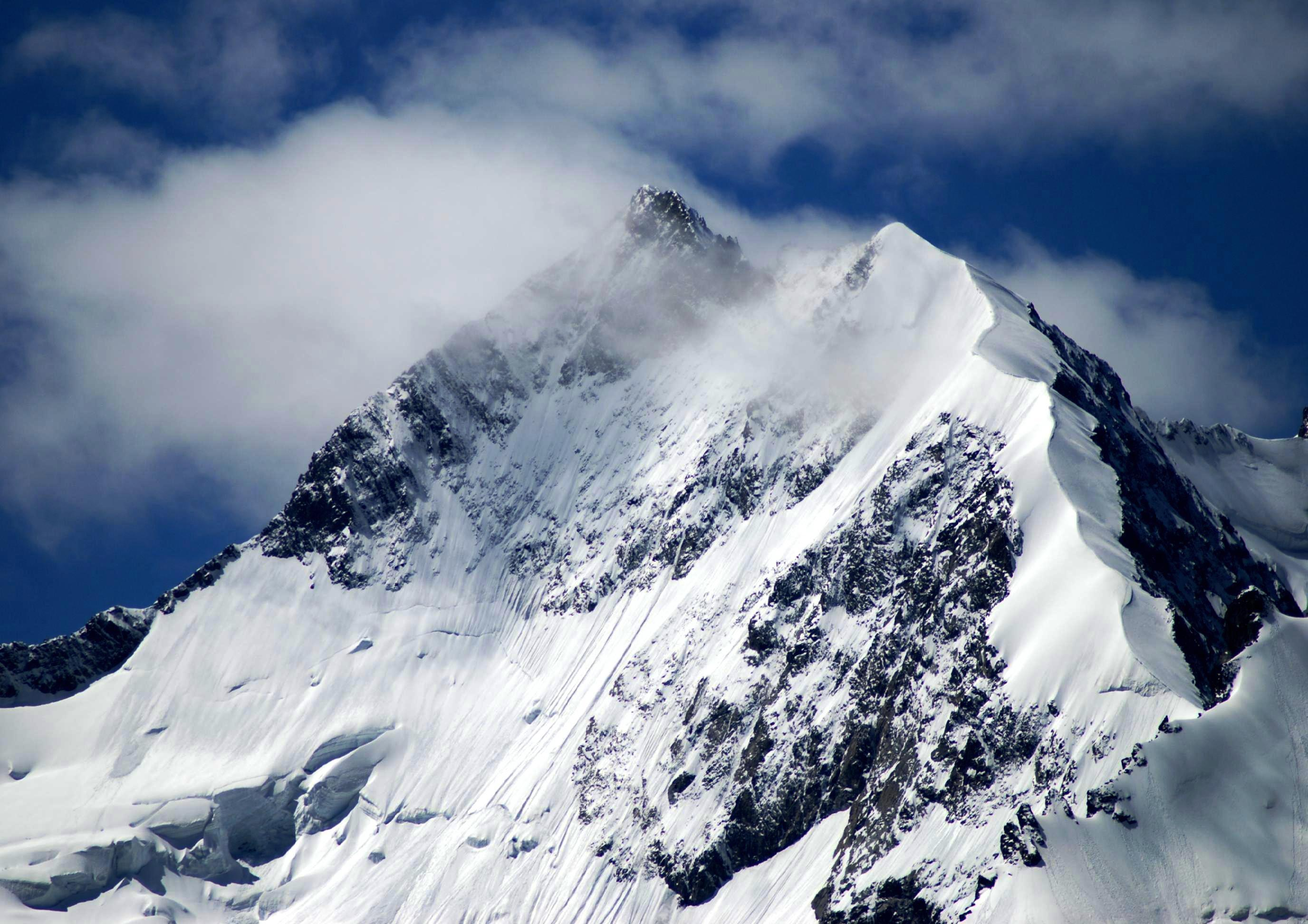
Piz Bernina, najwyższy szczyt Alp Wschodnich

Gryzonia (niem. Graubünden; rm. Grischun; wł. Grigioni; gsw. Graubünda, Bündnerland; fr, Grisons; lmo. Grisun) – szwajcarski kanton w Alpach, na pograniczu Włoch, Austrii i Liechtensteinu. Językami urzędowymi kantonu są: niemiecki, retoromański i włoski. Stolica administracyjna kantonu znajduje się w mieście Chur, najstarszym w Szwajcarii z XII-wieczną katedrą i Muzeum Retyckim (Rätisches Museum). Inne znane miasta to Davos i Sankt Moritz. W Gryzonii znajdują się źródła Renu. Gryzonia jest największym i najbardziej wysuniętym na wschód kantonem Szwajcarii. 

## Geografia
Kanton zajmuje powierzchnię 7105,30 km². Tylko około jedna trzecia powierzchni kantonu to ziemie nadające się do upraw. Lasy pokrywają około 20% Gryzonii. Jest to rejon silnie górzysty, przecięty dolinami rzek Ren i Inn. Na terenie kantonu znajdują się między innymi Szwajcarski Park Narodowy, ponadto niektóre obszary górskie znajdują się na Liście światowego dziedzictwa UNESCO.
Znajduje się tu wiele wysokich szczytów górskich, między innymi Tödi (3614 m) i najwyższy – Piz Bernina (4049 m). Wiele z tutejszych łańcuchów górskich posiada lodowce, np. pasma: Albula-Alpen, Silvretta, Berninagruppe, Rätikon oraz Alpy Lepontyńskie. Mieszczą się tu też jedne z najgłębszych dolin w Europie. W dolinach tych zamieszkiwali Retowie.
Kanton graniczy z Liechtensteinem na północy, Austrią na północy i wschodzie, Włochami na południu i południowym wschodzie oraz z kantonami St. Gallen na północnym zachodzie, Glarus, Uri na zachodzie oraz z Ticino na południowym zachodzie. Stolicą kantonu jest Chur. Inne znane miejscowości to: Davos, Klosters, Sankt Moritz, Arosa, Pontresina, Scuol i Sils im Engadin/Segl.

## Demografia
Językami urzędowymi kantonu są:
- język niemiecki – 75,2%,
- retoromański – 14,7%,
- język włoski – 13,2%[2].

Populacja Gryzonii liczy 201 376 osób (31 grudnia 2021) z czego 18,8% to cudzoziemcy. Głównymi religiami są katolicyzm oraz protestantyzm. Katolicy stanowią nieznaczną większość (45,1% to katolicy a 32,7% protestanci).
     retoromański – ludność mówiąca w retoromańskim
     niemiecki – ludność mówiąca po niemiecku
     włoski – ludność mówiąca po włosku

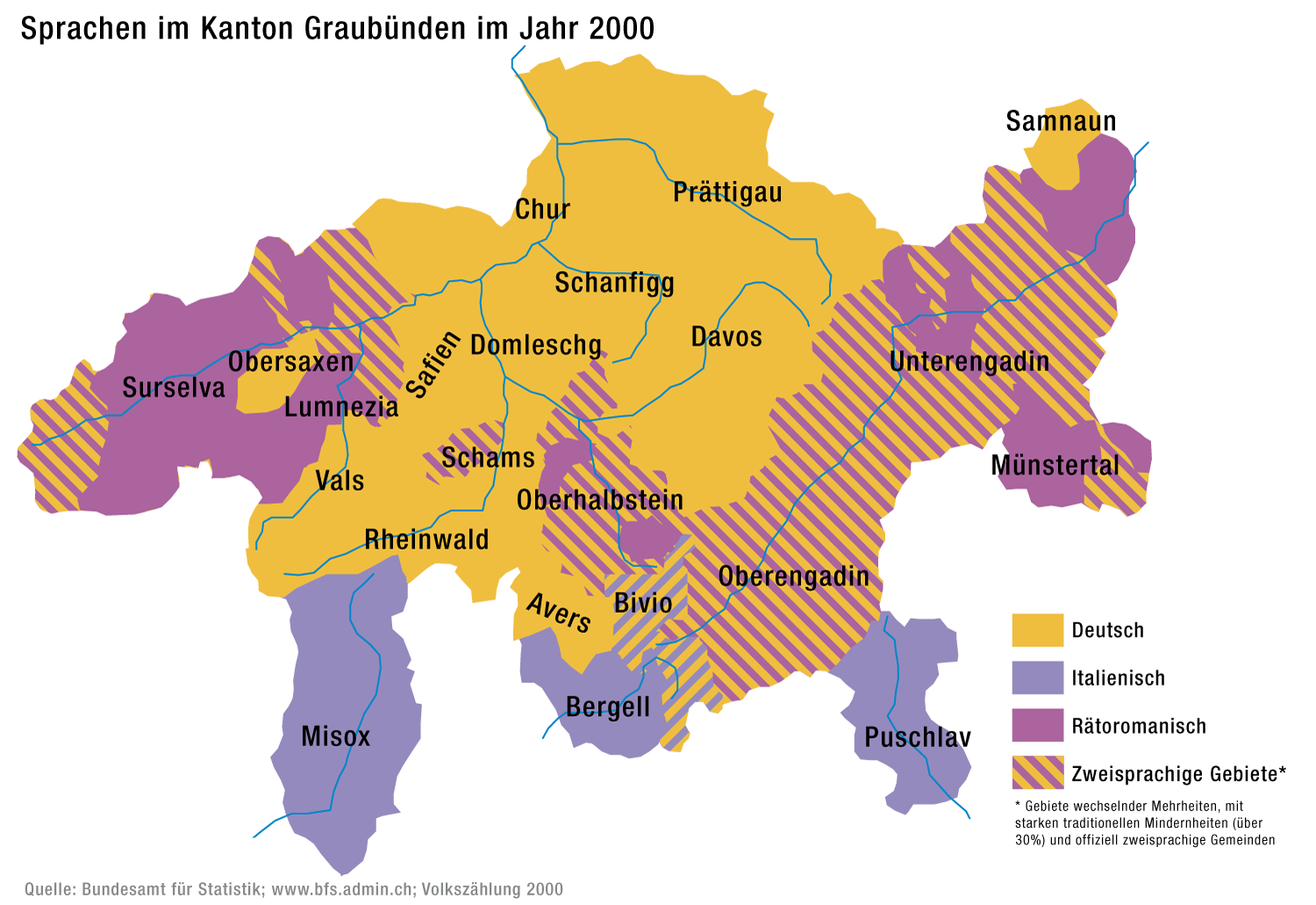
Zasięg języków w Gryzonii.
retoromański – ludność mówiąca w retoromańskim
niemiecki – ludność mówiąca po niemiecku
włoski – ludność mówiąca po włosku Paskowane rejony oznaczają miejsca, w których brak wyraźnej większości lub występuje silna mniejszość (ponad 30%) albo rejony oficjalnie dwujęzyczne.

Gryzonia jest jedynym kantonem Szwajcarii, który posiada trzy oficjalne języki: niemiecki (dialekt niemieckiego zwany Bündnerdeutsch), retoromański i włoski. Używany jest również (głównie w regionie doliny Val Poschiavo) język lombardzki, nie ma jednak statusu języka oficjalnego. Jest jedynym kantonem w kraju z oficjalnym językiem retoromańskim oraz jednym z dwóch kantonów w Szwajcarii z językiem włoskim.
Romansz jest zbiorowym określeniem grupy blisko spokrewnionych dialektów, używanych w południowej Szwajcarii, które należą do grupy języków retoromańskich. Do grupy tej należą przede wszystkim dialekty: Sursilvan, Sutsilvan, Surmiran, Puter i Vallader. Romansz został ustandaryzowany w 1982 r. przez lingwistę z Zurychu Heinricha Schmida. Wersja standardowa nazywana jest Rumantsch Grischun i przyjmowała się powoli. Romansz został uznany za jeden z czterech „języków narodowych” w poprawce do konstytucji Szwajcarii z 1938 r. Od 1996 r. jest też oficjalnym językiem Konfederacji, co oznacza wymóg znajomości i używania tego języka przez urzędników. Romansz jest językiem oficjalnym na poziomie kantonów; gminy natomiast mają wolną wolę w określeniu swych oficjalnych języków.

## Historia
Większość obecnego terytorium kantonu należała kiedyś do rzymskiej prowincji Recja, która została utworzona w 15 r. p.n.e. Obecna stolica kantonu – Chur – nosiła wtedy nazwę Curia. Tereny te później weszły w skład diecezji Chur.
W 1367 r. utworzona została Liga Domu Bożego (Gotteshausbund/ Lia da la Chadé / Lega Caddea), by stawić czoło rosnącej potędze biskupa Churu. Następnym krokiem było powołanie Szarej Ligi (Grauer Bund/ Lia Grischa), w 1395 r., czasem zwanej Oberer Bund / Lia Sura. Nazwa „Szara Liga” pochodzi od koloru strojów noszonych przez członków. To właśnie od „Grauer Bund” powstała nazwa kantonu (Graubünden). W 1436 r. ludność dziesięciu baliwatów powołała trzecią ligę, która nosiła nazwę Ligi Dziesięciu Jurysdykcji (Zehngerichtebund / Ligia da las diesch dretgiras).
W 1450 r. Liga Dziesięciu Jurysdykcji sprzymierzyła się z Ligą Domu Bożego. W 1471 do sojuszu dołączyła Szara Liga. W latach 1497–1498 ligi te sprzymierzyły się ze Starą Konfederacją Szwajcarską po tym, jak Habsburgowie przejęli posiadłości po wygasłej dynastii Toggenburgów. Ligi walczyły u boku Konfederacji w wojnie austriacko-szwajcarskiej. Habsburgowie zostali pokonani w bitwie pod Calven oraz bitwie pod Dornach. Dało to podstawy do utworzenia kantonu Gryzonii. Ligi pozostały w luźnym związku do czasu paktów Bundesbrief z 23 września 1524 r.
Ostatnie przejawy władzy biskupa Chur zniesiono w 1526 r. W 1798 r. ziemie kantonu stały się częścią Republiki Helweckiej jako Kanton Recja (Kanton Rätien). Na podstawie Aktu Mediacyjnego tereny Gryzonii zostały kantonem w 1803 r. W 1892 kanton otrzymał własną konstytucję. W ciągu następnego wieku do konstytucji wniesiono ok. 30 poprawek.
Herby Trzech Lig tworzą obecny herb kantonu Gryzonia.

## Rząd
Siedzibą rządu kantonu jest Chur. Ciało ustawodawcze – Wielka Rada (niem. Grosser Rat) składa się ze 120 członków wybieranych w jedenastu regionach w ordynacji większościowej, a kadencja trwa cztery lata. Rząd kantonu (władza wykonawcza) składa się z pięciu członków wybieranych przez parlament na czteroletnią kadencję z możliwością jednokrotnej reelekcji.
Konstytucja Gryzonii (ostatnia poprawka miała miejsce 14 września 2003 r.) głosi w swej preambule, że celem kantonu jest ochrona wolności, pokoju, godności ludzkiej, demokracji, państwa prawa (Rechtsstaat) oraz promowanie rozwoju, sprawiedliwości społecznej oraz zachowanie czystości środowiska dla przyszłych pokoleń, zachowanie trójjęzyczności i różnorodności kulturowej, a także zachowanie ich jako historycznego dziedzictwa Gryzonii.
Konstytucja zezwala cudzoziemcom na głosowanie na poziomie gminnym, za zgodą władz lokalnych. W 2009 r. gmina Bregaglia została pierwszą w kantonie, która zastosowała ten przepis i dopuściła cudzoziemców do głosowania.

## Podział administracyjny
Od 1 stycznia 2016 Gryzonia podzielona jest na jedenaście regionów (Region). Ich granice są związane z naturalnym ukształtowaniem terenu. W skład regionów wchodzi łącznie 101 gmin (Gemeinde):
1. Albula, w skład którego wchodzi sześć gmin
2. Bernina, w skład którego wchodzą dwie gminy, najmniejszy pod względem liczby mieszkańców
3. Engiadina Bassa/Val Müstair, w skład którego wchodzi pięć gmin
4. Imboden, w skład którego wchodzi siedem gmin
5. Landquart, w skład którego wchodzi osiem gmin, najmniejszy pod względem powierzchni
6. Maloja, w skład którego wchodzi dwanaście gmin
7. Moesa, w skład którego wchodzi dwanaście gmin
8. Plessur, w skład którego wchodzą cztery gminy, największy pod względem liczby mieszkańców
9. Prättigau/Davos, w skład którego wchodzi jedenaście gmin
10. Surselva, w skład którego wchodzi 15 gmin, największy pod względem powierzchni
11. Viamala, w skład którego wchodzi 19 gmin.

## Gospodarka
Rolnictwo i turystyka są podstawą gospodarki kantonu. Rolnictwo skupia się przede wszystkim na pasterstwie, głównie kóz i owiec. Turystyka koncentruje się w kurortach górskich Davos, Arosa, Laax, Sankt Moritz i Pontresina.
W okolicach Chur rozwinęła się produkcja wina. Stolica kantonu jest też centrum przemysłowym. W południowych dolinach Valle Mesolcina i Val Poschiavo uprawia się kukurydze i kasztany.

## Kultura
Gryzonia słynie ze swej kuchni, między innymi z Bündnerfleisch potrawy przyrządzanej z suszonej wołowiny oraz z ciasta miodowo-orzechowego Bündner Nusstorte. Innym specjałem, najczęściej przyrządzanym w zachodniej części kantonu, jest Capuns – rodzaj gołąbków z liści boćwiny, suszonych wędlin, mąki i sera.
W Gryzonii znajdują się obiekty wpisane na listę światowego dziedzictwa UNESCO m.in.: Klasztor benedyktyński św. Jana w Müstair, linie Rhätische Bahn.